# Islas del Duque de Gloucester
Las islas del Duque de Gloucester (en francés îles du Duc de Gloucester) es un grupo de tres atolones de las Tuamotu, en la Polinesia Francesa, incluidos en la comuna de Hao.

## Geografía
Están situados en una posición lejana, al suroeste del archipiélago, a 480 km al sureste de Tahití. La isla más cercana es la aislada Hereheretue que a veces se incluye en el mismo grupo. Los tres atolones son: Anuanuraro, Anuanurunga y Nukutepipi. Solo Hereheretue está habitado (57 hab. en 2002). Fueron descubiertos en 1767, por el inglés Philip Carteret.

## Atolones
Anuanuraro
Anuanuraro es el más grande de los tres atolones, con una superficie total de 18 km².
Es un atolón circular sin algún paso hacia la laguna interior. No está habitado de forma permanente, pero dispone de un aeródromo privado. Era propiedad privada de Robert Wan, que controla el 50% del mercado de perlas negras, y fue comprado por el gobierno territorial el 15 de marzo de 2002.
Anuanurunga
Anuanurunga es un atolón situado a 25 km al sureste de Anuanuraro.
El atolón, de forma circular, tiene una superficie total de 7 km², con una laguna cerrada sin ningún paso hacia el océano. La barrera exterior de coral está prácticamente sumergida, y las tierras emergidas constan de cuatro islotes. El atolón es visitado ocasionalmente. 
Nukutepipi
Nukutepipi es un atolón situado a 30 km al sureste de Anuanurunga.
El atolón, de forma circular, tiene una superficie total de 0,6 km², y es ocasionalmente visitado. Dispone de un aeródromo privado que pertenece a Jean-Pierre Fourcade, uno de los grandes comerciantes de perlas negras.